# Космос-2123
Космос-2123 је један од преко 2400 совјетских вјештачких сателита лансираних у оквиру програма Космос.
Космос-2123 је лансиран са космодрома Плесецк, СССР, 7. фебруара 1991. Ракета-носач Космос је поставила сателит у орбиту око планете Земље. Маса сателита при лансирању је износила 810 килограма. Космос-2123 је био навигациони сателит.